# Психологічний портрет
Портретування визначається як процес моделювання автором зображення персонажа. Це явище набувало більшої популяризації спочатку в літературознавчих колах, але через те, що портрет ставав дедалі складнішим та багатоаспектнішим, то він знайшов своє місце і в мовознавстві.
К. Писаренко у своїй статті зазначає, що термін «портрет» функціонує і в сучасному мовознавстві в межах термінологічної сполуки «мовний портрет». У лінгвістичних дослідженнях поняття «портрет персонажа» розглядається в різних контекстах. Це може бути опис зовнішності, певних кінетичних характеристик, рис характеру, інтелекту, динаміки, або ж мовних особливостей, з яких можна дізнатися певну психологічну характеристику героя твору. В літературі це явище використовується для типізації та індивідуалізації персонажів. Звідси випливає поняття «психологічного портрета».
Для того, щоб дослідити «психологічний портрет» науковці використовують певні способи його визначення. І. В. Страхов розділяє форми психологічного аналізу на зображення характерів «зсередини» (шляхом пізнання внутрішнього світу дійових осіб, який виражається при їхній внутрішній мові, образів пам'яті та уяви на психологічний аналіз «ззовні» («інтерпретацію письменником виразних особливостей мови, мовної поведінки, мімічних та інших засобів зовнішнього вияву психіки»). Тут увагу зосереджено на двох аспектах: внутрішній мові, яка виражається через комунікацію та власне самою мовою.

## Процес творення психологічного портрета
Важливим є процес творення психологічного портрета. «Зображення внутрішнього світу героїв за допомогою відповідних лексико-семантичних одиниць є метою психологічного портретування персонажів. При творенні цього типу портрета, письменник використовує низку лексичних засобів із семантикою особливостей характеру, темпераменту, настрою, світогляду, мисленнєвих операцій тощо». Дослідниця підтримує думку стосовно важливості мовних одиниць у процесі створення психологічного портрета. Важливою є не тільки мова загалом, а і її лексичні засоби, які дозволяють визначити портретну характеристику героя, визначити риси які впливають на становлення його особистості у вигляді домінантних явищ. Також у своїй праці науковця опирається на думку Г. Сюти про "традиційність, універсальність для національної словесності мотивів осмислення людиною свого місця в навколишньому світі й свого внутрішнього «я». Йдеться про внутрішній світ як елемент створення психологічного портрета. Велика увага приділена впливу традицій на осмислення людиною її власного «я», оскільки воно може бути розмите у свідомості самої людини, що одним з визначальних факторів в описі психологічного портрета та наданні його конструктивної характеристики.

## Психологічний портрет літературного героя
«На даний час більшість дослідників вважають, що психологічний портрет — це складова частина художнього образу, який є сукупністю кількох портретів персонажа. Згідно з дослідженнями, психологічний портрет літературного героя складається не лише з опису зовнішнього вигляду героя (міміки, рис обличчя, манера одягатися, жести), а й з опису поведінки героя в різних життєвих ситуаціях, його роздумів, емоцій і переживань». Тобто для того, щоб скласти повний психологічний портрет, нам необхідно звернути увагу на всі деталі, які формують предметність художнього образу героя того чи іншого твору, проаналізувати всі явища, які можуть впливати на становлення особистості героя та його портретизацію.
Важливою такою деталлю є мова, яка втілює цей портрет в художньому мовленні й тим самим показує як автор позиціонує героя через його вербальну та невербальну комунікацію. Таку думку підтримує Н. Бохун: «портретний опис є мовним втіленням образу героя у художньому тексті, у якому зазначена авторська оцінка й сприйняття характеру і дій персонажа». Мова вважається певним кодом, через який ми можемо характеризувати героя та встановити фактори впливу на його «я».

## Динамічний (психологічний) портрет
Про «динамічний (психологічний) портрет» пише у своїй статті «До питання психологічної характеристики героя в літературному творі (літературознавчий аспект)» Н. Соловйова. Тут ми знаходимо: «(…)безпосередньому зображенню душевних станів і духовного життя найбільше слугує портрет динамічний (психологічний). У ньому внутрішнє життя, а також психологічні та аморальні властивості людини відбиваються якщо й неадекватно, то найбільш певно». Психологічний портрет у цьому випадку прирівнюється до динамічного, тобто до такого, що переходить у пластику руху, дію, на відміну від експозиційного, який заснований на перерахуванні деталей образу людини, одягу, певних прикмет зовнішності. Авторка вказує на негативність душевних, психологічних поривань персонажа.

## Висновок
Таким чином ми встановили значення терміна «психологічний портрет». Деякі мовознавці ототожнюють його зі значенням «внутрішнього» чи «динамічного». Для когось «психологічний портрет» входить в систему художнього образу, складає уявлення про його емоції, переживання та поведінку. Важливою у створення психологічного портрета постає мова. Але не тільки як засіб вербальної, чи невербальної комунікації, а як знакова система, яка через свої лексичні одиниці може інтерпретувати поведінку героя. Також форми подання психологічного аналізу мають свою значущість у портретуванні. Тут вже йдеться про внутрішні поривання героя та інтерпретацію його поведінки письменником.
Поняття «портрет» в літературі трактується різними способами для того, щоб виявити типізацію та сутність головного героя. Термін «психологічний» використовується для пояснення певних внутрішніх якостей людини, проявляючись при цьому крізь призму вербальних, невербальних чинників, одягу та особливостей характеру. Психологічний портрет героя робить більш зрозумілим для читача хід його думок, внутрішні прагнення, стратегію дій та модальність емоцій.